# The Qemists
The Qemists — электроник-рок-группа из Брайтона, Великобритания. Группа состоит из пяти участников: Дэна Арнольда (Den Arnold), Леона Харриса (Leon Harris), Лайэма Блэка (Liam Black), Бруно Баланта (Bruno Balanta) и Оливера Симмонса (Oliver Simmons).

## История
Изначально The Qemists состояли в рок-группе как барабанщик, басист и гитарист, проводя много времени в турах по Великобритании и Европе, и столько же времени в студии. Будучи в рок-группе, к концу 90х они обрели интерес к D’n’B музыке. На протяжении нескольких лет они выступали днём как рок-группа, а по ночам работали в клубах D’n’B-диджеями, и это сочетание интересов стало основой того стиля, что мы можем сейчас услышать от The Qemists. Так же они подрабатывали звукооператорами у Basement Jaxx, Kano, и Lady Sovereign
Их дебютным релизом на Ninja Tune был ремикс песни Coldcut — «Everything Is Under Control», который получил огромную поддержку от «Radio 1 Zane Lowe», «1Xtra Crissy Criss», «Andy C» и «Pendulum».
Сингл «Stompbox» прозвучал в фильмах «Телепорт», «Без компромиссов» и «Пятая Власть», а также в нескольких играх: MotorStorm: Pacific Rift, Pure, Need for Speed: Undercover, SSX, Midnight Club: Los Angeles и Blur.
Сингл «Lost Weekend» прозвучал в играх Colin McRae: DiRT 2, Need for Speed: Shift и MotorStorm: Arctic Edge
В 2009 группа поддержала Enter Shikari в мировом турне, а также провела собственный тур по Великобритании.
25 ноября 2011 года коллектив посетил Москву со своей живой программой в ККЗ «Москва», а на следующий день (26 ноября 2011 года) при поддержке «Am Media Production» отправились в ЦКЗ «Аврора», что в Санкт-Петербурге.
В ноябре 2015 года они подписали контракт с Amazing Record Co.
В марте 2016 года группа выпустила четвёртый студийный альбом Warrior Sound.

## Музыкальный стиль
Так как корни группы лежат в тяжёлой рок-музыке, их сплав рока и драм-н-бейса часто сравнивается с группой Pendulum, потому как обе группы имеют похожий стиль и историю.
3 участника, 2 вертушки, 2 лэптопа с DJ сэтами — это позволяет создавать ремиксы вживую на концертах с техно-звуком, живыми барабанами и гитарами.

## Состав
- Бруно Баланта (Bruno Balanta) — вокал (MC)
- Оливер Симмонс (Oliver Simmons) — вокал
- Лайэм Блэк (Liam Black) — гитара
- Дэн Арнольд (Dan Arnold) — бас-гитара, синты
- Леон Харрис (Leon Harris) — ударные

### Бывшие участники
- Мэт Рос (Matt Rose) — вокал

## Дискография

### Альбомы
- Join the Q (2009)
- Spirit in the System (2010)
- Soundsystem (2011)
- Warrior Sound[англ.] (2016)

### Синглы
- React (2004)
- Summer Son (2004)
- Iron Shirt/Let There Be Light (2006)
- Stompbox (2007)
- Dem Na Like Me (feat. Wiley) (2008)
- Lost Weekend (feat. Mike Patton) (2008)
- On the Run (feat. Jenna C) (2009)
- Drop Audio (feat. I.D.) (2009)
- Your Revolution (feat. Matt Rose) (2010)
- Hurt Less (feat. Jenna C) (2010)
- Renegade (feat. Maxsta & MC I.D) (2010)
- Take It Back (feat. Enter Shikari) (2011)
- No More (2013)
- Run You (2016)
- Anger (feat. Kenta Koie of Crossfaith) (2016)

### Ремиксы
- Coldcut — «Everything Is Under Control» — (2005)
- Dr. Octagon — «Trees» — (2006)
- Coldcut — «True Skool» — (2006)
- Backini — «Radio» — (2006)
- Roots Manuva feat. Rodney P — «Swords in the Dirt» — (2007)
- The Count & Sinden feat. Kid Sister — «Beeper» — (2008)
- DJ Kentaro — «Rainy Day» — (2008)
- Coldcut — «Atomic Moog» — (2008)
- Innerpartysystem — «Die Tonight Live Forever» — (2008)
- Enter Shikari — «No Sleep Tonight» — (2009)
- Steve Aoki — «I'm in the House» — (2010)
- The Damned — «Smash It Up» — (2010)
- South Central — «The Day I Die» — (2011)
- In Flames — «Where The Dead Ships Dwell» — (2011)
- DJ Kentaro feat. DJ Krush — «Kikkake» — (2012)
- Hybrid — «Be Here Now» — (2014)
- The Heavy — «How You Like Me Now?» — (2014)
- Crossfaith — «Kill 'Em All» — (2017)
- Crush 40 — «Green light ride» — (2019)

### Версии
- Let There Be Light (from Stompbox EP) — (2007)
- Lost Weekend (VIP) (from Lost Weekend EP) — (2008)
- Dem Na Like Me (VIP) (from Dem Na Like Me EP) — (2008)
- Play With Fire (from on the Run EP) — (2009)
- Renegade (VIP) (from Renegade EP) — (2010)
- Take It Back (VIP) (from Take It Back EP) — (2011)
- Dirty Words (VIP) (from Take It Back EP) — (2011)

### Остальное
- MotorStorm: Pacific Rift — «Stompbox», «On the Run (VIP Mix) / Speed Freak»
- Midnight Club: Los Angeles — «Stompbox»
- Pure — «Stompbox», «Drop Audio»
- Blur — «Stompbox (Spor Remix)», «On The Run (VIP Mix) / Speed Freak», «S.W.A.G», «Let There Be Light», «Dem Na Like Me (VIP Mix)»
- Need For Speed: Undercover — «Stompbox», «Stompbox (Spor Remix)»
- SSX — «Stompbox (Spor Remix)», «Lifeline», «Bones» ft. Kellermensch
- Colin McRae: Dirt 2 — «Lost Weekend»
- Dirt: Showdown — «Take It Back»
- Forza Motorsport 3 — «Lost Weekend», «On the Run», «S.W.A.G»
- MotorStorm: Arctic Edge — «Lost Weekend»
- Need for Speed: Shift — «Lost Weekend»
- Crackdown 2 — «Dem Na Like Me», «Smash It Up (The Qemists Remix)», «Affliction», «The Demand»
- F1 2010 — «On the Run»
- F1 2011 — «Tropicana», «Planet Terror»
- Forza Motorsport 4 — «Take It Back», «Dirty Words», «Your Revolution»
- GT Racing 2 — «Don’t Lose It», «S.W.A.G»
- Need for Speed Rivals — «No More»
- Asphalt 8: Airborne — «Be Electric»
- OlliOlli — «Society»
- Forza Horizon 2 — «Renegade»
- Madden 17 — «New Design»
- Gran Turismo Sport — «Run You»
- Onrush — «Crevasse»